# Benjamin Apthorp Gould
Benjamin Apthorp Gould   (Boston, 27 de setembre de 1824 - Cambridge, 26 de novembre de 1896) va ser el iniciador de l'astronomia observacional i la meteorologia a la República Argentina. Va exercir com a director de l'Observatori Astronòmic de Córdoba entre 1871 i 1885 i gràcies als seus registres estel·lars es va esmenar la deficiència en informació sobre el cel austral, la qual cosa li va valer el reconeixement internacional. Va ser a més un dels primers astrònoms del món a utilitzar la fotografia per a l'estudi astronòmic.

## Biografia
Benjamin Apthorp Gould es va graduar en el "Col·legi d'Harvard" en 1844. Va estudiar matemàtica i astronomia amb Carl Friedrich Gauss en Gotinga, Alemanya, publicant en aquest lapse aproximadament 20 articles sobre observació i moviment d'estels i asteroides. Va tornar als Estats Units en 1848.
Entre 1852 i 1867 va estar a càrrec del Departament de Longitud de la Inspecció Costanera dels Estats Units, on va desenvolupar i va organitzar el servei. Va ser un dels primers a determinar longituds per mitjans telegràfics, i emprà el cable Atlàntic en 1866 per establir relacions de longitud entre Europa i Amèrica.
De retorn a Cambridge va començar a publicar el Jornal Astronòmic en 1849, que va continuar fins a 1861; més endavant va tornar a publicar-lo en 1885. Des de 1855 fins a 1859 es va exercir com a director de l'Observatori Dudley en Albany, Nova York, i va publicar en 1859 una discussió sobre llocs i moviments dels estels circumpolars, per ser usat com a estàndard per la Inspecció Costanera dels Estats Units.
En 1861 es va fer càrrec de l'enorme tasca de preparar per a la seva publicació els registres d'observacions astronòmiques realitzades per l'Observatori Naval dels Estats Units des de 1850. Inscrit en 1862 com a actuari de la Comissió Sanitària dels Estats Units, va organitzar en 1869 un important volum d'Estadístiques Militars i Antropològiques. En 1864 va muntar un observatori privat a Cambridge.

## Radicació a l'Argentina

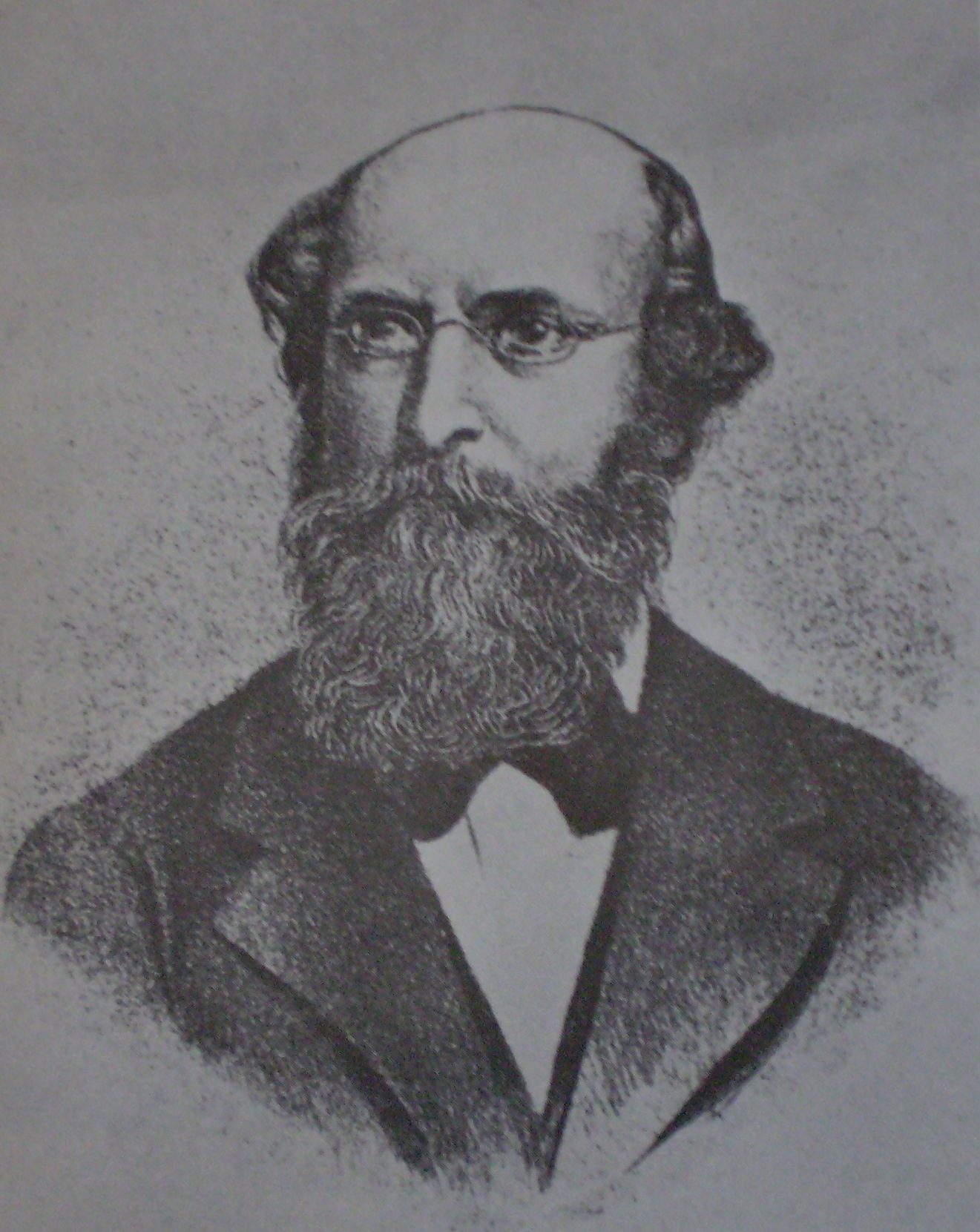
Benjamí Gould.

Fins aleshores, la major part dels observatoris astronòmics s'hi trobaven a l'hemisferi nord i, per tant, no es podien adonar d'un gran nombre d'estels australs, per la qual cosa el catàleg d'aquestes era molt pobre. Gould va decidir ocupar-se d'aquest problema. En 1865, sent Domingo Faustino Sarmeniento ambaixador argentí als Estats Units, li va manifestar els seus desitjos de viatjar a l'Argentina i oferir-li els seus serveis científics per fer estudis estel·lars de l'hemisferi sud. La proposta va trobar favorable acolliment immediatament i si l'empresa no es va dur a terme llavors va ser a causa que la guerra amb el Paraguai que es desenvolupava per aquell temps absorbia totalment l'atenció del govern argentí.
Ja instal·lat com a president del seu país, Sarmiento el va convidar en 1869 a viatjar a l'Argentina prestant-li tot el seu suport per organitzar un observatori nacional. Per raons astronòmiques es va triar com a lloc les proximitats de la ciutat de Córdoba. Gould va arribar en 1870 i va haver d'esperar pacientment l'arribada dels aparells encarregats a una empresa europea. Però, en l'espera de l'instrumental científic, va començar a ull nu i amb ajuda d'una ullera de teatre, un mapa del cel austral que el 24 d'octubre de 1871, data d'inauguració del llavors anomenat Observatori Nacional Argentí, (anomenat després Observatori Astronòmic de Córdoba), comptava amb més de 7.000 estels registrats que es van publicar en la Uranometria argentina de 1879, la seva obra major, per la qual va rebre en 1883 la medalla d'or de la Reial Societat Astronòmica.
Entre els seus treballs hem d'esmentar el seu Catàleg de Zones (1884), on va deixar registrades 73.160 estreles de l'hemisferi austral, i el Catàleg General Argentí (1886) que conté 32.448 estels les posicions dels quals van ser fixades amb molt bona precisió. D'aquesta manera Gould i l'Observatori de Córdoba van esmenar la deficiència dels catàlegs australs. Segons l'astrònom Gustav Müller, de Potsdam “són els fruits més preciosos de la vida laboriosa de Gould, que immortalitzaran el seu nom i li asseguren l'agraïment dels astrònoms de tots els temps i de tots els països...”
A més, Gould va ser un dels primers al món que va aplicar la fotografia als estudis astronòmics, a partir de 1866. A mitjan dècada de 1870, les seves fotos astronòmiques, de molt alta qualitat, van ser elogiades a tot el món i moltes d'elles premiades internacionalment. Especialment els seus mesuraments sobre les fotografies de L. M. Rutherfurd de les Plèiades en 1866 el van situar com a pioner en l'ús de la càmera com a instrument de precisió. A Córdoba va obtenir 1.400 negatius de cúmuls estel·lars del sud, l'anàlisi del qual el va ocupar els anys finals de la seva vida. Van ser publicades sota el nom de "Fotografies Cordobeses", Volum XIX dels Resultats de l'Observatori Nacional Argentí.
En estendre's pel país la xarxa de telegrafia elèctrica Gould la va utilitzar per determinar, en concurs amb observacions astronòmiques de la posició del sol, les longituds geogràfiques de diverses ciutats argentines.
També gràcies a Gould es van iniciar, els estudis de meteorologia a l'Argentina. En efecte, per iniciativa de Gould, Sarmiento va remetre un projecte de llei sancionat i promulgat en 1872, creant l'Oficina Meteorològica Nacional que va funcionar annexa a l'Observatori de Córdoba fins a 1884, sota la direcció desinteressada de Gould, apareixent els seus anals en 1878.

## El seu retorn
Com a director de l'observatori la seva tasca d'organitzador i científic es va perllongar fins a 1885, any que marca el seu retorn als Estats Units. Gould va ser acomiadat amb tots els honors, i Sarmiento, orgullós, assenyalaria: "Recentment ara, i com a moguts per l'impuls donat des de l'Observatori de Córdoba, es parla a Europa d'adoptar i generalitzar el mateix procediment, aplicat amb lluentor dotze anys entre nosaltres. Pel mateix mètode queden fixades les posicions relatives d'estels dobles, no només entre si mateixes, sinó en relació al meridià celeste. Des que s'emet la idea que el moviment és la llei universal, àdhuc en els estels, es comprèn de quanta magnitud poden ser els resultats de la fotografia celeste".
El va succeir al capdavant de l'observatori un dels seus assistents, John Macon Thome. Va morir a Cambridge en 1896.

## Honors
En 1887 va rebre la Medalla James Craig Watson, que concedeix l'Acadèmia Nacional de Ciències dels Estats Units als qui han realitzat extraordinàries contribucions en astronomia.
Els astrònoms van continuar investigant l'astrofísica d'una àmplia sèrie de característiques de la Via Làctia sobre les quals va cridar l'atenció en 1877, i el van anomenar Cinturó de Gould en el seu honor. El cràter lunar Gould porta el seu nom.
El Museu Astronòmic de l'Observatori Astronòmic de Córdoba és anomenat en el seu honor "Pte D. F. Sarmiento - Dr. B. A. Gould". En aquesta mateixa institució es realitza anualment per al seu aniversari la conferencia "Sarmiento-Gould", la que està a càrrec de destacades personalitats. La Força Aèria Argentina ha denominat Doctor Benjamí A. Gould al Museu Meteorològic Nacional de Córdoba.
En homenatge a la seva tasca en 1972 se li va donar el seu nom a la plaça que envolta al Planetari de la Ciutat de Buenos Aires. També porta el seu nom una localitat situada en el departament Unió, província de Córdoba.